# Hilsbach (Aurach)

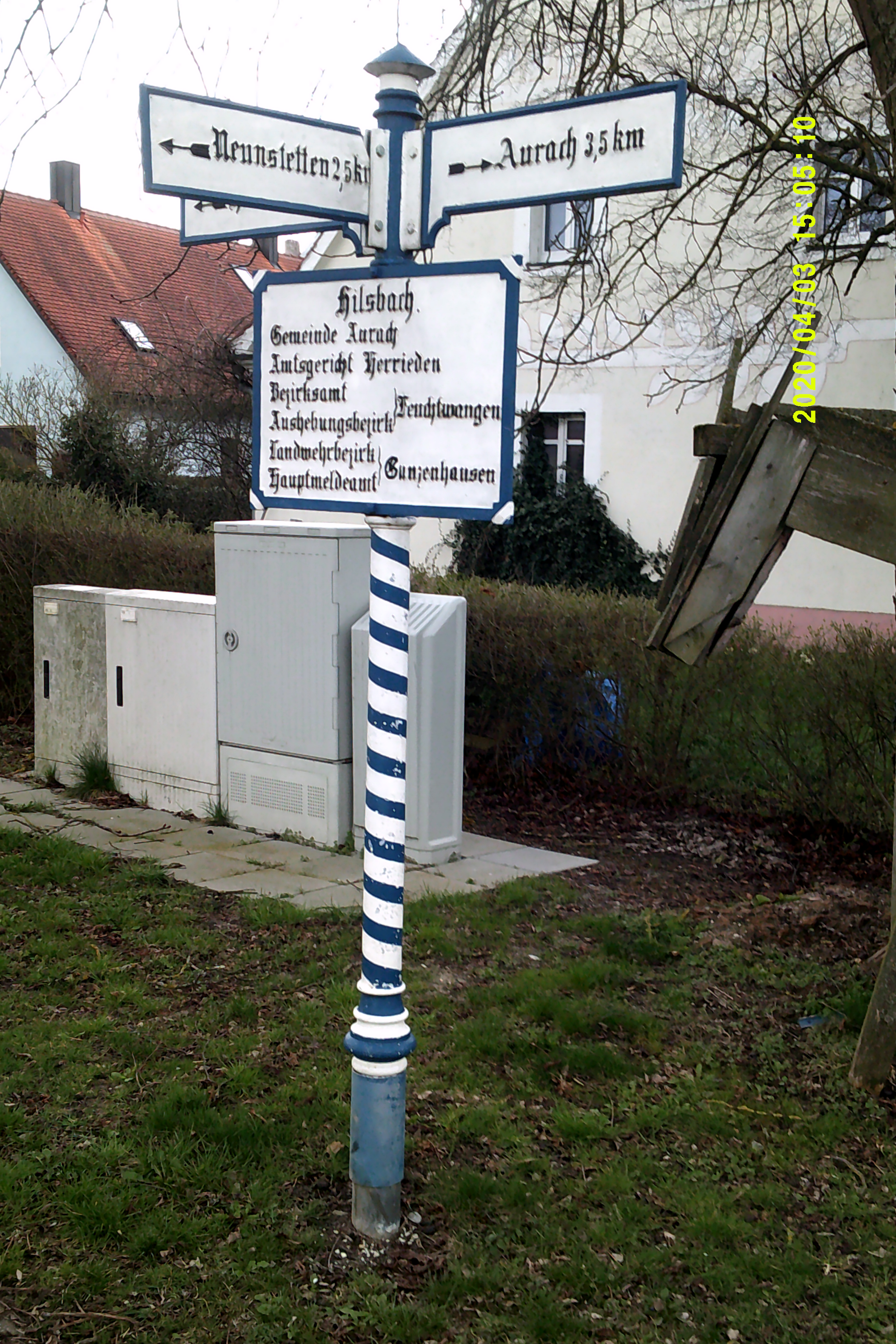
Bayerische Ortstafel

Hilsbach ist ein Gemeindeteil der Gemeinde Aurach im Landkreis Ansbach (Mittelfranken, Bayern). Hilsbach liegt in der Gemarkung Aurach.

## Geografie
Das Dorf liegt am Breitenauergraben, einem rechten Zufluss der Altmühl, in einer flachhügeligen Ebene weithin von Grünland mit einzelnem Baumbestand und Ackerland umgeben. Im Norden heißt das Feld Haid, im Nordwesten Schwärz, im Westen Breitenau, im Süden Abfeld und im Südosten Im Mühlgrund. Lediglich im Nordwesten grenzt ein kleines Waldgebiet an.
Eine Gemeindeverbindungsstraße führt an Stegbruck vorbei nach Brünst zur Kreisstraße AN 37 (3 km südöstlich) bzw. zur Staatsstraße 1066 (1,7 km nordwestlich) in der Nähe der Anschlussstelle 50 der Bundesautobahn 6. Eine weitere Gemeindeverbindungsstraße führt die St 1066 bei Neunstetten kreuzend nach Eyerlohe (4 km nordwestlich).

## Geschichte
Der Ort wurde 1388 im Lehensbuch des Chorherrenstift Herrieden erstmals urkundlich erwähnt.
1800 gab es in dem Ort 15 Haushalte, die alle dem eichstättischen Vogtamt Aurach-Wahrberg untertan waren.
Mit dem Gemeindeedikt (frühes 19. Jahrhundert) wurde der Ort dem Steuerdistrikt und der Ruralgemeinde Aurach zugewiesen.

### Baudenkmäler
- Haus Nr. 23: katholische Ortskapelle Unserer Lieben Frau, kleiner Satteldachbau mit eingezogener Apsis und Dachreiter, 1738; mit Ausstattung.[8]
- Brünnelfeld: Bildstock, kleine Nischenanlage mit Putzgliederung, Pyramidendach und Eisenkreuz, bezeichnet 1724.[8]

### Einwohnerentwicklung
| Jahr      | 001818 | 001840 | 001861 | 001871 | 001885 | 001900 | 001925 | 001950 | 001961 | 001970 | 001987 |
| Einwohner | 117    | 116    | 117    | 128    | 130    | 104    | 114    | 126    | 78     | 81     | 73     |
| Häuser    | 18     | 21     |        |        | 20     | 20     | 16     | 17     | 17     |        | 17     |
| Quelle    | [ 10 ] | [ 11 ] | [ 12 ] | [ 13 ] | [ 14 ] | [ 15 ] | [ 16 ] | [ 17 ] | [ 18 ] | [ 19 ] | [ 1 ]  |

## Religion
Der Ort ist römisch-katholisch geprägt und bis heute nach St. Peter und Paul (Aurach) gepfarrt. Die Einwohner evangelisch-lutherischer Konfession waren ursprünglich nach St. Peter (Leutershausen) gepfarrt, seit 1999 ist die Pfarrei St. Wenzeslaus (Weißenkirchberg) zuständig.